# はやのうた
はやの うた（2000年9月7日 - ）は、日本の元AV女優。現役時はBstar所属。

## 略歴
2021年3月、エスワン専属女優としてAVデビュー。中華圏などでの表記は「早野詩」。
光文社『FLASH』発表の2021年セクシー女優ランキング第50位。
2022年3月3日、自身のTwitterにてデビュー1周年となる2022年3月19日をもってAV女優を引退することを発表。

## 人物
東京都出身。
趣味は食べること、特技はたくさん寝れること。
おっぱいは中学生になってから目立つようになり、デビューの頃にGカップになった。
5・6歳の頃にテーブルかソファーの角に股間が当たったのが気持ちよくてこすりつけたのが初めてのオナニーで、性欲が一番強かった高校生の頃は日に何度もしたり学校のトイレでしたこともあり、現在のオナニー頻度はほぼ毎日。
初体験の相手は付き合っていた同い年の男の子で、場所は相手の家。
SNSでたまに流れてくる可愛いと思った女の子がAV女優ということが多くあり、全く接点のない世界だったが、どんな世界なのか気になり自ら応募してAV女優になった。

## 作品

### アダルトDVD
太字はBD同時発売
2021年
- 新人 NO.1STYLE はやのうた AVデビュー（3月19日、エスワン）
- 新人 NO.1STYLE はやのうた AVデビュー 【特典映像/AVデビュー前夜のハメ撮りSEX収録版】（3月19日、エスワン）
- 巨乳美少女はやのうたがメチャ×2イッちゃった!初体験4本番（4月19日、エスワン）
- 交わる体液、濃密セックス 完全ノーカットスペシャル（5月19日、エスワン）
- 激イキ108回!痙攣4800回!イキ潮1500㏄! 純白Gカップ少女エロス覚醒 はじめての大・痙・攣スペシャル（6月19日、エスワン）
- 反抗期のツンデレ巨乳妹が大嫌いな兄の絶倫チ●ポでイカされまくった両親不在の3日間。（7月19日、エスワン）
- 教師の僕は巨乳生徒のノーブラ誘惑に理性ふき飛び何度も彼女に吐精してしまう。（8月19日、エスワン）
- 敏感Gカップをさ・ら・にイクイク開発!! おっぱい性感覚醒オイルマッサージ（9月28日、エスワン）
- 無意識に男を挑発する着衣巨乳 超ラッキースケベ妄想シチュエーションSpecial（10月26日、エスワン）[8][9]
- ド田舎に預けられた都会の孫娘はヤル事無くて近所のおじさん漁りにどハマり（11月23日、エスワン）

2022年
- 生意気だけどエロい… 童貞をからかってくる年下幼なじみのボッキ挑発にまんまと射精されまくった僕。（1月25日、エスワン）
- 裸よりも恥ずかしい教育実習生の肌に吸い付くマキシワンピ授業（2月22日、エスワン）
- おじさんってみんなドMなんでしょ？男を手のひらでコロコロ転がす奔放セックスで中年オヤジをキモ可愛がっちゃう！（3月22日、エスワン）[10]
- 出張先で軽蔑している中年セクハラ上司とまさかの相部屋に… 朝まで続く絶倫性交に不覚にも感じてしまったGカップ新入社員（4月26日、エスワン）
- アナタの五感を刺激するはやのうたのシコシコサポートラグジュアリー 脳をエロスで満たす6つの癒され勃起シチュエーション（5月24日、エスワン）
- はやのうた 引退 デビューから1年間の軌跡 全12タイトル12時間メモリアルBEST（6月14日、エスワン）

### VR
- はやのうたを完全独占! 人気AV女優が僕だけに見せる素顔&イキ顔 最高の密着距離でひたすらSEXに没頭する究極同棲VR（2021年8月11日、エスワン）
- 彼女の妹のどストライクはまさかの僕！？ 彼女の目を盗んで僕をこっそり大胆誘惑VR（2021年10月26日、エスワン）
- 教え子の巨乳誘惑に負けた僕はなすがままに騎乗位で射精しまくった男担任×女生徒の禁断性交（2022年2月2日、エスワン）
- 下着メーカーに入社したらランジェリー女子社員に囲まれ常に勃起! Gカップ女上司に射精までされちゃうラッキーな僕。（2022年3月22日、エスワン）

### イメージDVD
太字はBD同時発売
- ALL NUDE（2021年6月25日、Aircontrol）
- Sensitive（2021年10月1日、ファインピクチャーズ）
- うたこの戯れ（2021年12月17日、メディアブランド）

### 写真集
- うたこの休日（2021年6月22日、ジーオーティー、撮影：佐藤佑一）ISBN 978-4823601842
- プレミアムヌードポーズブック はやのうた（2021年9月29日、ジーオーティー、撮影：田村浩章）ISBN 978-4823602009
- HAYANO UTA PHOTOBOOK（2022年6月3日、彩文館出版、撮影：斉木弘吉）ISBN 978-4775606513

### トレーディングカード
- ジューシーハニー コレクションカード PLUS ＃13 小野六花 はやのうた 三上悠亜 山岸逢花（2022年2月26日、株式会社ミント）

## 掲載

### 雑誌
- FLASH 2021年3月23日号（光文社） - 袋とじ「女神の造形 Gカップヘアヌード」
- 週刊実話 2021年4月15日号（日本ジャーナル出版） - 袋とじ「G乳女子大生が脱いだ!!」
- 週刊大衆 2021年5月31日号（双葉社） - グラビア「令和の乳スター「南国ヌード」」
- 月刊FANZA 2021年8月号（ジーオーティー） - グラビア
- 週刊大衆 2021年9月13日号（双葉社） - グラビア「Gカップ才媛「南国ヘア」初出し!」
- 月刊FANZA 2021年11月号（ジーオーティー） - グラビア

## 出演

### パチンコ
- Pジューシーハニー極嬢MA（2025年1月、サンセイアールアンドディ）[11]